# Vale de Prazeres
Vale de Prazeres is een plaats (freguesia) in de Portugese gemeente Fundão en telt 1510 inwoners (2001).